# Engoulevent à nuque rousse
Gactornis enarratus
Genre
Espèce
Synonymes
- Caprimulgus enarratus G.R. Gray, 1871 (protonyme)

Statut de conservation UICN

 LC  : Préoccupation mineure
L'Engoulevent à nuque rousse (Gactornis enarratus) est une espèce d'oiseaux de la famille des Caprimulgidae.

## Répartition
Cette espèce est endémique de Madagascar. On la trouve dans les forêts denses de l'est et du nord-ouest de l'île.

## Taxinomie
Cette espèce a longtemps été placée dans le genre Caprimulgus, qui s'est révélé être polyphylétique (Han et al., 2010). L'Engoulevent à nuque rousse est une espèce issue d'une lignée ancienne, proche de la lignée primitive des caprimulgidés, et est probablement une espèce relique. Elle est très différente génétiquement (ADN nucléaire et mitochondrial) des autres caprimulgidés. Sa lignée est sœur des lignées des autres espèces de caprimulgidés à part celles des espèces du genre Eurostopodus, qui sont les plus basales d'entre toutes.

### Étymologie
Gactornis (nom masculin) est formé par la combinaison des quatre lettres G, A, C et T, utilisées pour désigner les quatre nucléotides de l'ADN, et du mot grec ornis, signifiant « oiseau ».